# 那不勒斯门 (莱切)

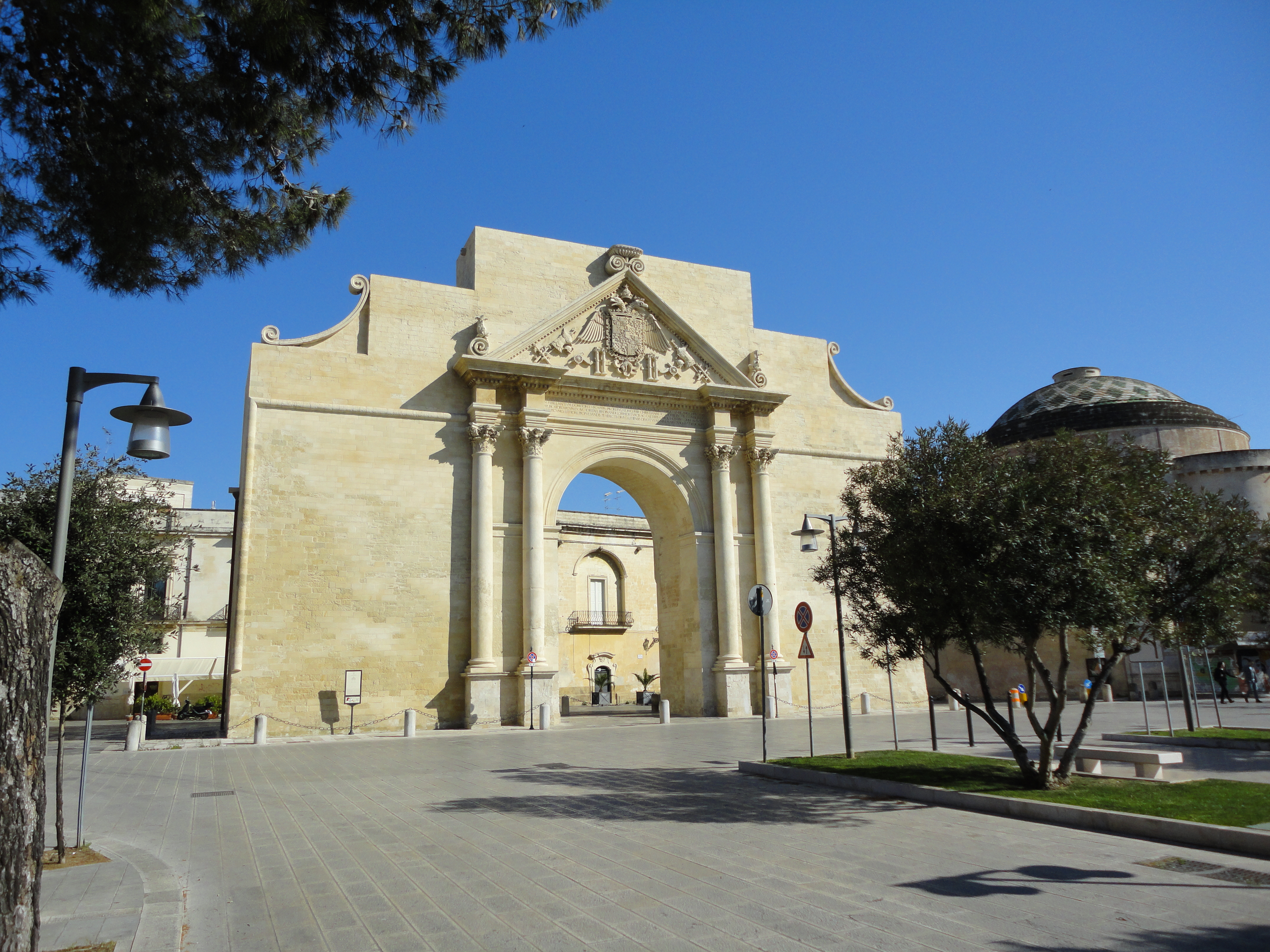
那不勒斯门

那不勒斯门（Porta Napoli）是莱切的一座凯旋门， 靠近凯旋门小广场（piazzetta Arco di Trionfo）。该门标志古城区的入口，另外两个是圣伯拉修门和鲁迪埃门。

## 历史
那不勒斯门建于1548年，为了纪念查理五世，他曾下令建造该城的防御工事。该门由市民和奥特朗托省省长费兰特·洛弗雷多兴建。命名为那不勒斯门是因为该门通往那不勒斯。